# Castell de Palau-sator
El castell de Palau-sator, situat a sobre d'un repetjó en ple centre de la població de Palau-sator, al Baix Empordà, és un antic castell preromànic construït als segles x i xi. Fou transformat en època gòtica amb una torre mestra i amplificant i emmurallant la fortificació. Està declarat Bé Cultural d'Interès Nacional.

## Història
En un document de l'any 994, s'hi esmenta el lloc de Palau-sator. És una donació feta pels comtes Ramon Borrell i Ermessenda de Barcelona i al bisbe de Girona de la Torre de Palau i de l'església de Sant Pere juntament amb les terres que en depenien. Consta que els Senesterra van estar arrelats durant molt de temps a la vida d'aquest castell. El cavaller Bernat I de Senesterra i de Santaeugènia l'adquireix l'any 1302. En un document de l'any 1311, relacionat amb el rei Jaume II hi surten esmentades les dècimes del castell de Palau («castri de Palacio»). L'any 1338 sabem que el rei Pere III havia donat a en Senesterra la jurisdicció de Palau-sator; la cessió de la jurisdicció, però, fou revocada perquè anava contra un privilegi de Jaume II.
Els Senesterra continuaren tenint-hi drets. L'any 1352, Elisenda, vídua de Ramon de Senesterra, era tutora del seu fill Bernat, senyor del castell de Palau-sator. En el fogatjament del 1358 hi ha esmentat «Bernardonus Senesterra» en relació amb els 91 focs de Palau-sator dels quals 32 eren de l'església. Entre 1365 - 1370 surt esmentat un Bertran Senesterra, cavaller. Alguns Senesterra, com altres senyors de l'Empordà, tingueren durant aquests anys una activitat important a l'illa de Sardenya. Bernat III Senesterra de Santaeugènia i de Caramany el ven el 1379 a Bernat Miquel, succeït pel seu fill Bernat II que morí l'any 1398. El fill d'aquest es casà en segones noces amb Elionor de Foixà. En una concòrdia sobre la redempció de les jurisdiccions reals de 1400, Palau-sator surt entre els dominis de Gilabert de Cruïlles i del seu hereu.

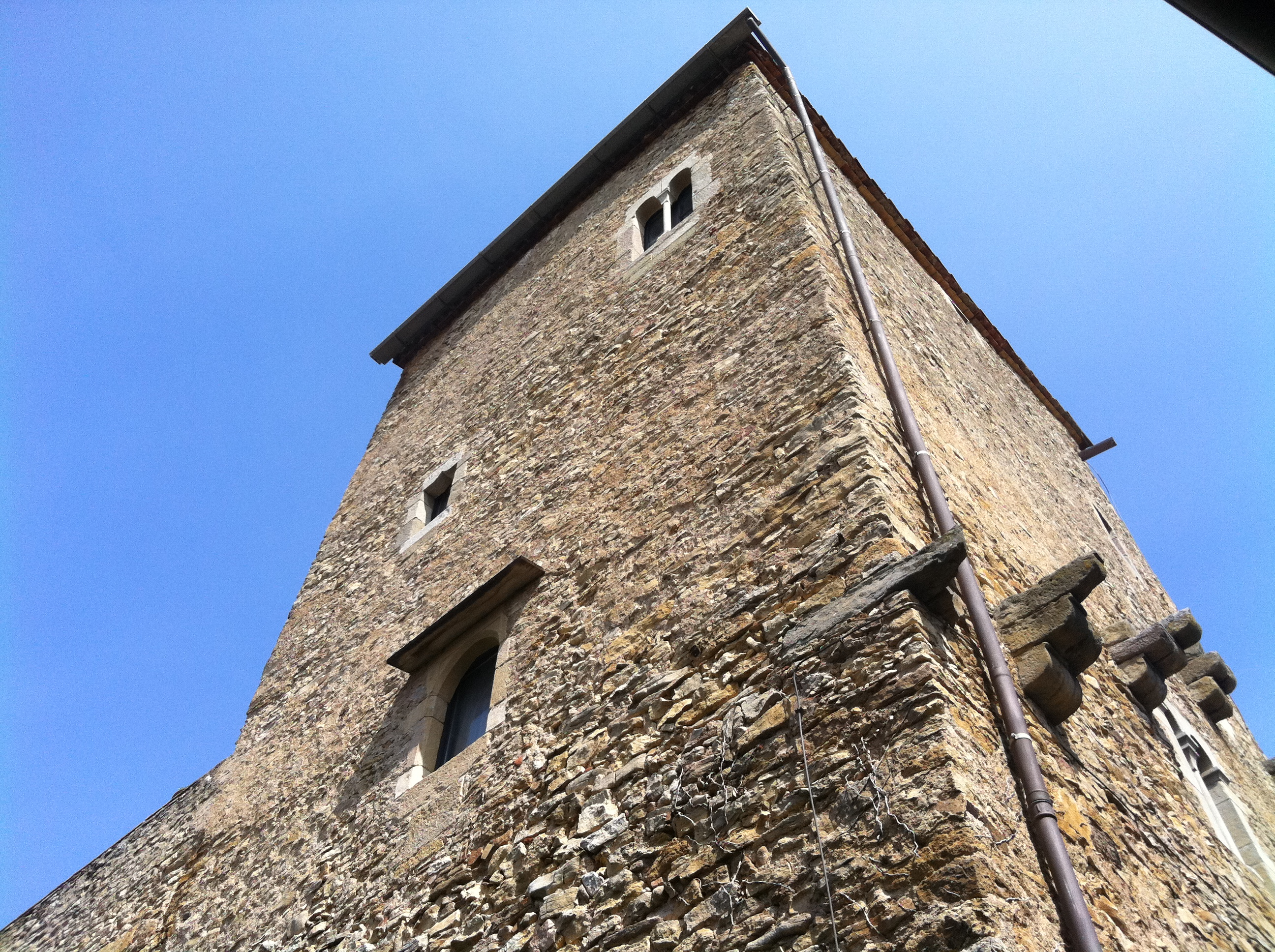
Castell de Palau-sator (Juny 2011)

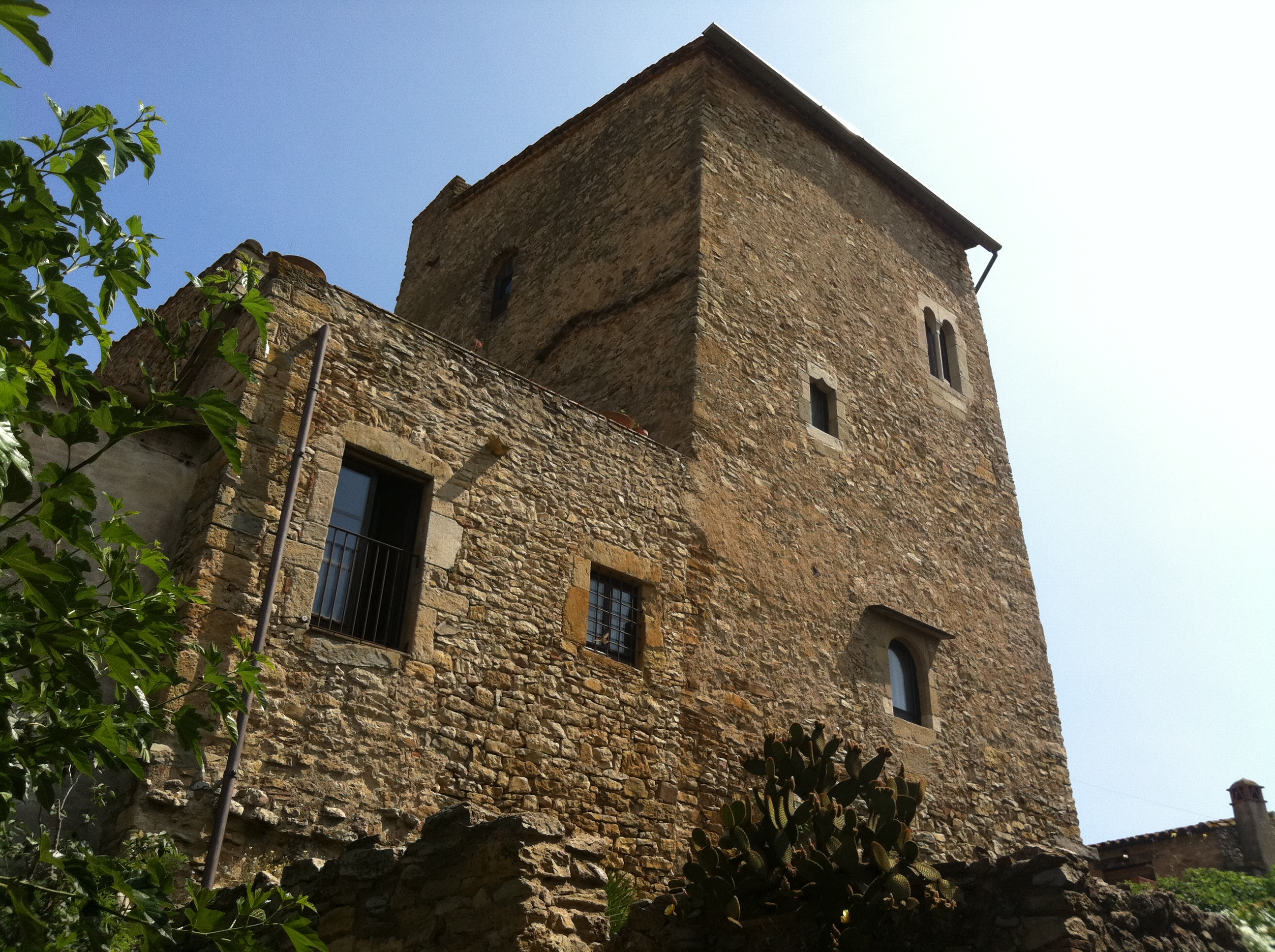
Castell de Palau-sator (Juny 2011)

L'any 1485 els pagesos de remença, ocuparen el castell juntament amb d'altres. En la presa per part dels remences de Castell-Empordà morí Jaume Lluís de Miquel, senyor de Palau-sator, fill de Pere de Miquel i casat amb Elisabet de Margarit Bertran. Ja a l'entrada de l'època moderna, hi ha un Jeroni de Miquel el 1503, senyor de Palau-sator. Posteriorment apareixen com a propietaris els noms de Bernat I, Bernat II, Guerau, Elionor d'Agullana, la seva filla Magdalena, Martí de Sabater primer marquès de Benavent, i els seus successors en el títol: Francesc de Borja i de Ros, i el seu net Martí de Riquer i de Comelles, que seria l'últim senyor de Palau-sator.

## Arquitectura
És de planta rectangular. Al nivell inferior (a l'interior) fa 7,8 m de llevant a ponent i 4,75 m de migjorn a tramuntana. El gruix de les parets és d'1,48 m, gruix que s'aprima fins a 45 cm en arribar al cim. Aquesta reducció fa que tingui forma semblant a un tronc de piràmide. L'alçada és de 21 m. Inicialment estava segurament dividit en tres nivells. L'inferior de 5 o 6 m d'alt, un primer pis on hi havia la porta d'entrada situada a uns 6 m de terra amb una amplada de 83 cm i coberta amb un arc de dovelles. El nivell superior amb una finestra a cada façana essent la més conservada la de ponent. L'amplada de les finestres és de 95 cm i l'alçada del muntant de 115 cm. Tenen l'arc ultrapassat format per llosetes verticals i els muntants avançats. La construcció podria haver estat coberta amb fusta i lloses. En època gòtica, la coberta podia ser un terrat inclinat amb la caiguda de l'aigua a migjorn. El límit superior, en l'època preromànica forma una línia horitzontal una mica per sobre de les finestres.
Les pedres no són gaire grosses i només lleugerament desbastades excepte les pedres dels caires dels murs, més grans i més ben treballades. Per les seves característiques es pot afirmar que aquest castell data del segle x.
Actualment el nivell inferior és recobert per dues voltes de canó paral·leles d'una amplada de 165 cm. Entremig hi ha dos pilars adossats als murs de llevant i ponent, d'una amplada de 140 cm i entre aquests dos pilars hi ha una arcada rebaixada d'uns 20 cm. És possible que aquests elements fossin construïts en època gòtica. A la baixa edat mitjana hi hagué altres canvis. Es bastí una paret prop del mur de llevant, s'obrí una porta al nivell inferior, un finestral al nivell principal i una nova entrada al nivell superior amb la corresponent escala volada exterior que s'aguantava amb cinc cartel·les i que podem veure a la façana est. Segurament també es transformà la coberta i augmentà l'alçada de l'edifici. L'antic castell esdevingué torre mestra.
En època gòtica, la muralla exterior, simple clos de fusta, es feu de pedra i a l'interior del recinte s'hi bastiren nombrosos edificis conservats en bona part i que incloïen diverses arcades apuntades. L'element més interessat del conjunt, la torre castell ha estat restaurat de manera acurada.